# 14e régiment de cuirassiers (France)
Ne doit pas être confondu avec 14e régiment de cuirassiers polonais.
Le 14e régiment de cuirassiers est un régiment de cavalerie lourde de l'Armée française sous le Premier Empire, créé en 1810 à partir du 2e régiment de cuirassiers du royaume de Hollande.

## Création et différentes dénominations
- 1795 : formation du 1er régiment de cavalerie au sein de la République batave
- 1803 : devient 1er régiment de dragons légers de la République batave
- 1805 : devient 2e régiment de dragons de la République batave
- 1806 : devient 2e régiment de cuirassiers du royaume de Hollande
- 1810 : devient 14e régiment de cuirassiers de l'Empire français
- 1814 : dissous

## Historique des garnisons, combats et batailles

### Régiment batave

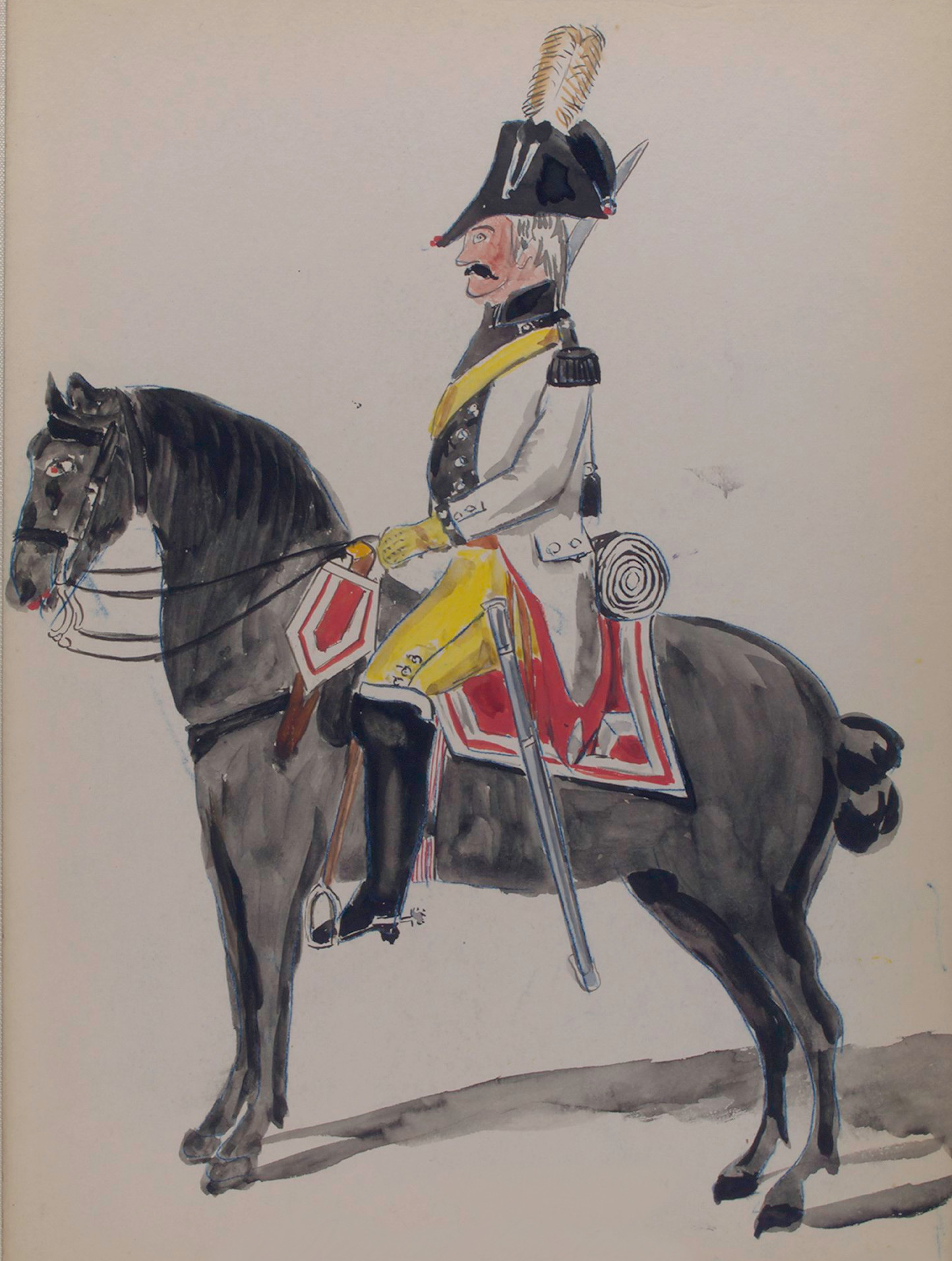
Soldat du 1er régiment de cavalerie en 1802.

Le 1er régiment de cavalerie est créé le 8 juillet 1795 dans l'armée batave. Rattaché à la division batave combattant au sein des armées françaises, il participe lors de la guerre de la première coalition à la campagne d'Allemagne de 1796 et à l'expédition d'Irlande en 1797 (deux escadrons). Pendant l'hiver 1800-1801, lors de la guerre de la deuxième coalition, deux escadrons participent aux opérations de l'armée gallo-batave du général Augereau. Il devient 1er régiment de dragons légers le 20 octobre 1803. Il est renommé 2e régiment de dragons le 11 juin 1805 lorsque le régiment de dragons batave est renommé 1er régiment de dragons. Il rejoint en décembre la 2e brigade de la division batave de l'armée du Nord commandée par le prince Louis Bonaparte.

### Régiment hollandais

Dessin de l'uniforme du 2e régiment de cuirassiers hollandais.

Le 7 septembre 1806, le 2e régiment de dragons est renommé 2e régiment de cavalerie puis 2e régiment de cuirassiers le 15 novembre 1807. Deux escadrons font partie du VIIIe corps de l'armée du Nord (général Mortier) en octobre 1806. Rattaché en 1807 à la 2e brigade de la 2e division hollandaise du VIIIe corps, le régiment combat à la bataille de Friedland.
En avril 1809, le régiment forme la cavalerie du corps auxiliaire hollandais du Xe corps français (commandé par Jérôme Bonaparte, roi de Westphalie). Il se distingue à la bataille de Stralsund, où sont anéantis les rebelles prussiens du major von Schill.

### 14erégimentde cuirassiers
Le 10 juin 1810 (les historiques français indiquent septembre 1810), le 2e régiment de cuirassiers hollandais devient 14e régiment de cuirassiers au sein de l'Armée française.
Le régiment fait les campagnes de 1811 au camp d'Utrecht, celle de 1812 au corps d'observation de l'Elbe et au 3e corps de cavalerie de réserve de la Grande Armée, celles de 1813 et 1814 au 1er corps de cavalerie de la Grande Armée.
Il est dissous par ordonnance royale du 12 mai 1814 et ses cavaliers renforcent les autres régiments de cuirassiers.

## Étendard

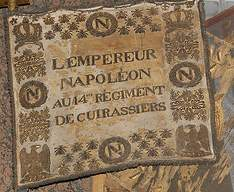
L'étendard (modèle 1811) du 14e régiment de cuirassiers français, conservé en Russie après sa capture.

Le régiment reçoit probablement un étendard hollandais en 1807.
Le 14e régiment de cuirassiers reçoit son premier étendard le 30 juin 1811, des mains de l'empereur. Il s'agit d'un aigle modèle 1804, remplacé en mai 1812 par un aigle modèle 1811. Ce dernier est capturé le 21 décembre 1812 à la bataille de Borissov (en) par le régiment de dragons de Saint-Pétersbourg.

## Uniformes
Le 1er régiment de cavalerie lourde porte un uniforme blanc (longue veste, ceinture, gilet, culotte et boutons) avec la couleur distinctive noire sur le col, le revers de la veste, les revers de manche et les épaulettes. Les retroussis de la veste sont écarlates. La coiffure est un bicorne avec une plume blanche.

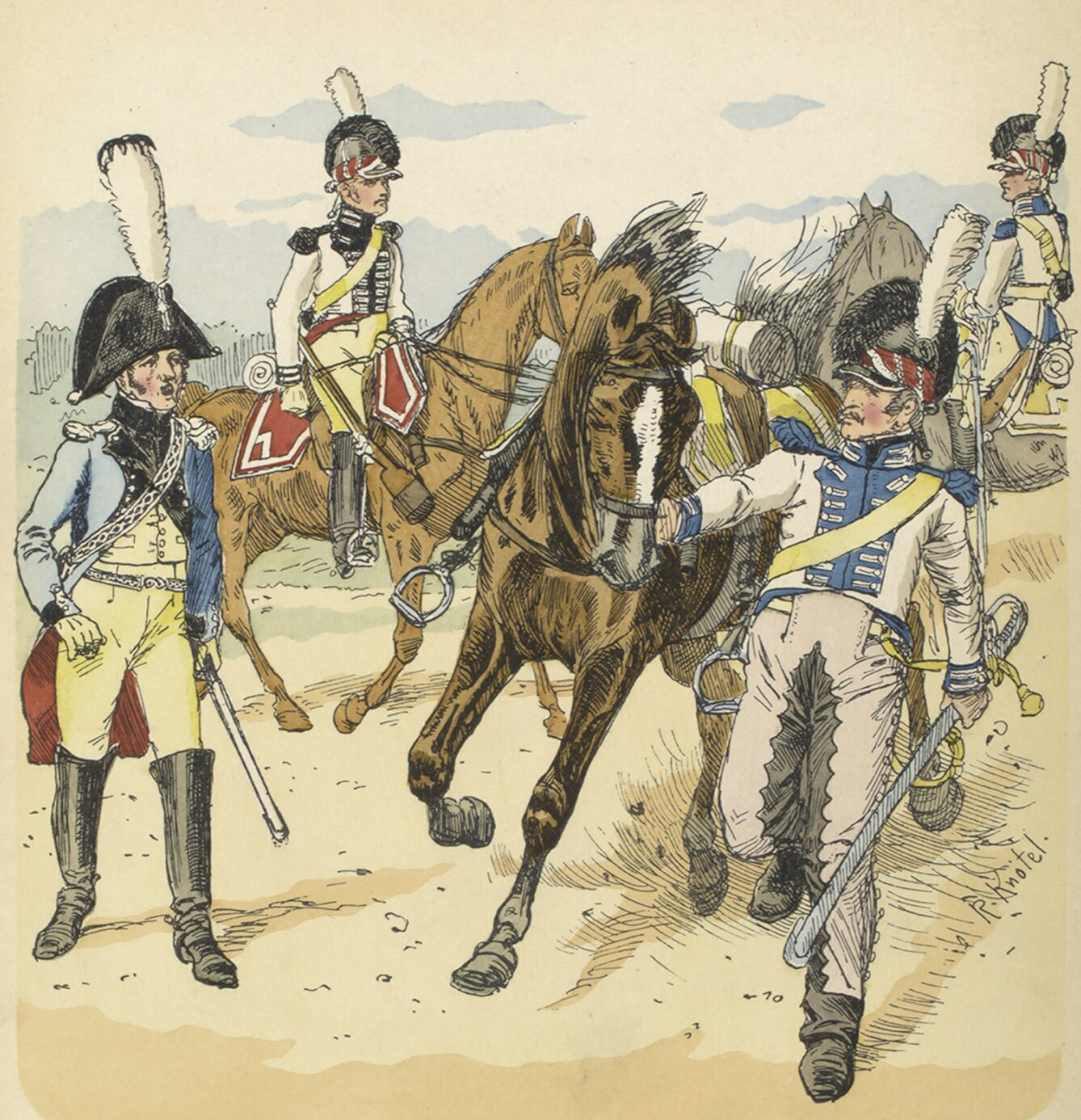
Officier et dragon du 1er régiment de dragons légers (à gauche) en 1804. Dessin de Richard Knötel. Les deux cavaliers à droite appartiennent au 2e régiment de dragons légers.

En 1803, le régiment reçoit une nouvelle coiffure, un tarleton à chenille noire, turban rouge et plume blanche. La veste est raccourcie mais le régiment conserve la couleur distinctive noire, portée également sur les retroussis de la veste
Devenu régiment de cuirassiers, il ne porte pas la cuirasse mais reçoit un casque métallique semblable à celui des cuirassiers français avec une crête noire et un plumet rouge, une veste blanche à couleur distinctive bleu clair (couleur distinctive du 2e régiment de dragons légers dissous en 1805), boutons blancs (ou jaune selon les sources,) et épaulettes rouges. Le gilet et la culotte sont blancs et la ceinture est en cuir. Les deux uniformes sont portés conjointement en 1807. Le régiment reçoit ensuite des cuirasses bordées d'une fraise bleu barbeau, galonnée de jaune.
Le 14e régiment de cuirassiers conserve initialement son uniforme hollandais puis porte l'uniforme des cuirassiers français à partir de 1812. Il se distingue par ses collets et parements de manche lie de vin et ses retroussis et pattes de parement bleu passepoilé lie de vin,.